# Gale Harold
Gale Morgan Harold  és un actor estatunidenc nascut el 10 de juliol de 1969 a Decaur, Geòrgia, conegut pel seu paper de Brian Kinney en la popular sèrie estatunidenca Queer as Folk, que continuar amb papers a les sèries Deadwood, Desperate Housewives, Grey's Anatomy, The Secret Circle i Defiance.

## Biografia
Després d'obtenir una beca de futbol a la Universitat de Washington D.C., va començar a estudiar el graduat de Belles Arts en la Literatura romànica però "diferències creatives" amb el seu professor li feren abandonar a mitjan curs. Decidí aleshores estudiar Belles Arts a l'Institut d'art de San Francisco però es va vore obligat a canviar els seus plans de futur després de malbaratar la seua beca acadèmica...
La seua obsessió amb les motocicletes italianes el mantingué treballant com a restaurador de motos durant uns anys fins que el 1997, quasi en la ruïna, Suzy Landau el va animar a començar una nova etapa en el món del cine. No dubtà a traslladar-se a Los Angeles per a començar un curs intensiu de tres anys d'art dramàtic i interpretació. Açò el va dur al seu debut teatral en l'obra Gillian Plowman's Me and My Friend, al Los Angeles Theatre Center. Seguint altres obres com Long Days Journey into Night, The Importance of Being Earnest, Miss Julie i Sweet Bird of Youth. En l'any 2000 va començar a rodar la versió estatunidenca de la sèrie britànica icona del món gai Queer as Folk.
D'ençà que Queer as Folk acabara en 2005 després la quinta temporada de la sèrie, Gale Harold ha fet de Wyatt Earp com artista invitat en dos episodis en Deadwood (2006) i també ha participat en les sèries The Unit (2006), Law & Order (1999) Street Time (2002). A més, ha col·laborat en la producció del documental sobre Scott Walker 30 Century Man. Després d'haver interpretat a Brian Kinney en Queer as Folk, ha fet d'agent Graham en set capítols de la sèrie Vanished (2006), creada per Josh Berman, guionista de CSI, ha interpretat al conegut Wyatt Earp com personatge recurrent en la sèrie Deadwood, ha fet de paramèdic nazi en la sèrie Anatomia de Grey (2008) i ha protagonitzat la pel·lícula The Unseen, estrenada als Estats Units en el 2005, que parla de l'homofòbia i el racisme. Altres pel·lícules en les que ha actuat són 36 K (2000), Mental Hygiene (2001), Particles Of Truth (2003), Rhinoceros Eyes (2003), Wake (2003), Fathers And Sons (2004), Life On The Ledge (2004) i East Broadway (2005). Ha estat contractat per al darrer capítol de la quarta temporada de "Desperate Housewives ", i en la quinta temporada interpretarà el paper de marit de Susan.

## Filmografia

### Pel·lícules
| Any  | Títol                               | Paper                        | Notes                                                                                   |
| ---- | ----------------------------------- | ---------------------------- | --------------------------------------------------------------------------------------- |
| 2000 | 36K                                 | Booker O'Brien               |                                                                                         |
| 2001 | Mental Hygiene                      | David Ryan                   | curtmetratge                                                                            |
| 2003 | Particles of Truth                  | Morrison Wiley               |                                                                                         |
| 2003 | Rhinoceros Eyes                     | Detectiu Phil Barbara        |                                                                                         |
| 2003 | Wake                                | Kyle Riven                   |                                                                                         |
| 2005 | The Unseen                          | Harold                       |                                                                                         |
| 2005 | Life on the Ledge                   | Chaz                         |                                                                                         |
| 2006 | Falling for Grace                   | Andrew James Barrington, Jr. |                                                                                         |
| 2007 | Scott Walker: 30 Century Man        |                              | Productor associat Documental                                                           |
| 2009 | Passenger Side                      | Karl                         |                                                                                         |
| 2010 | Fertile Ground                      | Nate Weaver                  |                                                                                         |
| 2011 | Low Fidelity                        | Ted                          |                                                                                         |
| 2011 | Rehab                               | Dr. Daniel Brody             | Post-producció                                                                          |
| 2013 | The Spirit Game                     | Reggie                       | Curtmetratge                                                                            |
| 2013 | Cafe Attitude                       | Cambrer                      | Curtmetratge                                                                            |
| 2013 | The Being Experience (In the Woods) |                              | Post-producció                                                                          |
| 2014 | Field of Lost Shoes                 | Charles Semple               | Estrenada el 13 d'abril de 2014                                                         |
| 2014 | Thirst                              | John                         | Curtmetratge; estrenat el 7 d'agost de 2014                                             |
| 2014 | In my mirror                        |                              | Post-producció - Documental                                                             |
| 2014 | Echo Park                           | Simon                        | Es trena el 14 de juny de 2014                                                          |
| 2014 | The Two Dogs                        | Max Middlefinger             | Post-producció                                                                          |
| 2014 | Andron: The Black Labyrinth         |                              | Estrena mundial el 8 de novembre de 2015 a "Trieste Science + Fiction", Italy           |
| 2015 | Mari Celeste                        | Jeremy                       | Curtmetratge; Post-producció                                                            |
| 2015 | The Green Bench                     | Pare                         | Curtmetratge                                                                            |
| 2015 | Kiss Me, Kill Me                    | Stephen                      | Estrena mundial el 18 de setembre de 2015 a "The Chicago Gay and Lesbian Film Festival" |
| 2015 | Weepah Way For Now                  |                              | Estrenada el 15 de juny de 2015 al L.A. Film Festival                                   |

### Televisió
| Any       | Títol                             | Paper               | Notes |
| --------- | --------------------------------- | ------------------- | --- |
| 2000–2005 | Queer as Folk                     | Brian Kinney        | paper principal, 83 episodis (Temporades 1-5; 2000–2005)                                                      |
| 2003      | Street Time                       | Geoff Beddoes       | Episodi 2.08: Gone Episodi 2.09: Get Up, Stand Up                                                             |
| 2003      | Law & Order: Special Victims Unit | Dr. Garrett Lang    | Episodi 4.24: "Perfect"                                                                                       |
| 2005      | Fathers and Sons                  | Elliott             | Telefilm |
| 2005      | Martha: Behind Bars               | Peter Bacanovic     | Telefilm |
| 2006      | The Unit                          | Rory                | Episodi 1.07: "Dedication" Episodi 1.10: "Unannounced"                                                        |
| 2006      | Deadwood                          | Wyatt Earp          | Episodi 3.08: "Leviathan Smiles" Episode 3.09: "Amateur Night"                                                |
| 2006      | Vanished                          | Agent Graham Kelton | Actor principal (Episodis 1-7) 8 episodis                                                                     |
| 2007      | Grey's Anatomy                    | Shane               | Episodi 4.09: "Crash Into Me, Part 1" Episode 4.10: "Crash Into Me, Part 2"                                   |
| 2008–2009 | Desperate Housewives              | Jackson Braddock    | 14 episodes (4.17, 5.01, 5.02, 5.03, 5.04, 5.05, 5.06, 5.07, 5.08, 5.11 (veu), 5.12 (veu), 5.21, 5.22 & 5.23) |
| 2010      | CSI: NY                           | Kevin Scott         | Episodi 6.22: "Point of View"                                                                                 |
| 2010–2011 | Hellcats                          | Julian Parrish      | 9 episodes (1.03, 1.05, 1.06, 1.10, 1.13, 1.15, 1.19, 1.20 & 1.21)                                            |
| 2011-2012 | The Secret Circle                 | Charles Mead        | Main cast - Harold didn't appear in 6 episodes (1.04, 1.07, 1.11, 1.14, 1.16 & 1.18)                          |
| 2013-2014 | Defiance                          | Connor Lang         | Episodes: 1.06, 1.08, 1.09 & 2.05                                                                             |